# Ахмад аль-Магді бін аль-Хусейн
Ахмад аль-Магді бін аль-Хусейн (араб. أحمد بن الحسين; помер 20 лютого 1258) – імам Зейдитської держави у Ємені. Вважається священною фігурою, прийнявши смерть у бою.